# Jacques-Gérard Milbert
Jacques-Gérard Milbert, né à Paris le 18 novembre 1766 et mort dans cette même ville le 5 juin 1840, est un dessinateur français qui fut membre de l'expédition Baudin.

## Biographie
Il participe au début du voyage vers les mers du Sud que commande Nicolas Baudin entre 1800 et 1803, à bord du Géographe. Il est embarqué en tant que dessinateur pendant ce voyage d'exploration scientifique. Il quitte toutefois l'expédition à l'île de France (aujourd'hui île Maurice) en mars 1801. Il en laisse un Voyage pittoresque à l'île-de-France, au cap de Bonne-Espérance et à l'île de Ténériffe paru en 1812. Il retrouve le Géographe qui fait relâche pendant son voyage de retour en août-septembre 1803 et retourne en France à son bord.
Milbert visite ensuite les jeunes États-Unis.
Il est un des premiers à alerter sur les dégâts liés au développement. Il voyage beaucoup, et publie Itinéraire pittoresque du fleuve Hudson et des parties latérales de l'Amérique du nord en 1828. Il écrit en particulier: « Il est un point où, dans chaque canton, le défrichement doit s'arréter, si l'on ne veut, en peu d'années, voir succéder à un pays verdoyant et fertile, une terre aride et dépouillée. »
Il est décoré de la Légion d'honneur en 1831.

### Sources
- Dossier de Légion d'honneur de J-G. Milbert.